# Grupp 3 i kvalspelet till världsmästerskapet i fotboll 2006 (Uefa)
Grupp 3 i kvalspelet till världsmästerskapet i fotboll 2006 (Uefa) var en Uefakvalgrupp till världsmästerskapet i fotboll 2006. I gruppen spelade Estland, Lettland, Liechtenstein, Luxemburg, Portugal, Ryssland och Slovakien.
Gruppen vanns av Portugal, som kvalificerade sig för världsmästerskapet i fotboll 2006. Tvåan Slovakien gick vidare till playoff.

## Tabell
| Nr | Lag           | S  | V | O | F  | GM | IM | MS  | P  |
| -- | ------------- | -- | - | - | -- | -- | -- | --- | -- |
| 1  | Portugal      | 12 | 9 | 3 | 0  | 35 | 5  | +30 | 30 |
| 2  | Slovakien     | 12 | 6 | 5 | 1  | 24 | 8  | +16 | 23 |
| 3  | Ryssland      | 12 | 6 | 5 | 1  | 23 | 12 | +11 | 23 |
| 4  | Estland       | 12 | 5 | 2 | 5  | 16 | 17 | −1  | 17 |
| 5  | Lettland      | 12 | 4 | 3 | 5  | 18 | 21 | −3  | 15 |
| 6  | Liechtenstein | 12 | 2 | 2 | 8  | 13 | 23 | −10 | 8  |
| 7  | Luxemburg     | 12 | 0 | 0 | 12 | 5  | 48 | −43 | 0  |

| Hemma \ Borta | Estland | Lettland | Liechtenstein | Luxemburg | Portugal | Ryssland | Slovakien |
| Estland       | —       | 2–1      | 2–0           | 4–0       | 0–1      | 1–1      | 1–2       |
| Lettland      | 2–2     | —        | 1–0           | 4–0       | 0–2      | 1–1      | 1–1       |
| Liechtenstein | 1–2     | 1–3      | —             | 3–0       | 2–2      | 1–2      | 0–0       |
| Luxemburg     | 0–2     | 3–4      | 0–4           | —         | 0–5      | 0–4      | 0–4       |
| Portugal      | 4–0     | 3–0      | 2–1           | 6–0       | —        | 7–1      | 2–0       |
| Ryssland      | 4–0     | 2–0      | 2–0           | 5–1       | 0–0      | —        | 1–1       |
| Slovakien     | 1–0     | 4–1      | 7–0           | 3–1       | 1–1      | 0–0      | —         |

## Resultat
|       | 2004-08-18 | Liechtenstein | 1 – 2   | Estland                  | Rheinpark Stadion, Vaduz                         |                                                  |
| 20:15 | 20:15      | D'Elia 49′    | Rapport | Viikmäe 34′ Lindpere 80′ | Publik: 912 Domare: Emil Bozinovski (Makedonien) | Publik: 912 Domare: Emil Bozinovski (Makedonien) |
| 20:15 | 20:15      |               |         |                          | Publik: 912 Domare: Emil Bozinovski (Makedonien) | Publik: 912 Domare: Emil Bozinovski (Makedonien) |
| 20:15 | 20:15      |               |         |                          | Publik: 912 Domare: Emil Bozinovski (Makedonien) | Publik: 912 Domare: Emil Bozinovski (Makedonien) |

|       | 2004-08-18 | Slovakien                      | 3 – 1   | Luxemburg   | Tehelné pole, Bratislava                     |                                              |
| 20:15 | 20:15      | Vittek 26′ Greško 48′ Demo 89′ | Rapport | Strasser 2′ | Publik: 5 016 Domare: Viktor Kassai (Ungern) | Publik: 5 016 Domare: Viktor Kassai (Ungern) |
| 20:15 | 20:15      |                                |         |             | Publik: 5 016 Domare: Viktor Kassai (Ungern) | Publik: 5 016 Domare: Viktor Kassai (Ungern) |
| 20:15 | 20:15      |                                |         |             | Publik: 5 016 Domare: Viktor Kassai (Ungern) | Publik: 5 016 Domare: Viktor Kassai (Ungern) |

|       | 2004-09-04 | Estland                                           | 4 – 0   | Luxemburg | A. Le Coq Arena, Tallinn                  |                                           |
| 18:00 | 18:00      | Teever 7′ Schauls 41′ (sjm.) Oper 61′ Viikmäe 67′ | Rapport |           | Publik: 3 000 Domare: Alan Kelly (Irland) | Publik: 3 000 Domare: Alan Kelly (Irland) |
| 18:00 | 18:00      |                                                   |         |           | Publik: 3 000 Domare: Alan Kelly (Irland) | Publik: 3 000 Domare: Alan Kelly (Irland) |
| 18:00 | 18:00      |                                                   |         |           | Publik: 3 000 Domare: Alan Kelly (Irland) | Publik: 3 000 Domare: Alan Kelly (Irland) |

|       | 2004-09-04 | Ryssland    | 1 – 1   | Slovakien  | Dynamo, Moskva                                          |                                                         |
| 19:00 | 19:00      | Bulykin 14′ | Rapport | Vittek 87′ | Publik: 11 500 Domare: Manuel Mejuto González (Spanien) | Publik: 11 500 Domare: Manuel Mejuto González (Spanien) |
| 19:00 | 19:00      |             |         |            | Publik: 11 500 Domare: Manuel Mejuto González (Spanien) | Publik: 11 500 Domare: Manuel Mejuto González (Spanien) |
| 19:00 | 19:00      |             |         |            | Publik: 11 500 Domare: Manuel Mejuto González (Spanien) | Publik: 11 500 Domare: Manuel Mejuto González (Spanien) |

|       | 2004-09-04 | Lettland | 0 – 2   | Portugal                | Skonto stadions, Riga                       |                                             |
| 20:15 | 20:15      |          | Rapport | Ronaldo 57′ Pauleta 58′ | Publik: 9 500 Domare: Graham Poll (England) | Publik: 9 500 Domare: Graham Poll (England) |
| 20:15 | 20:15      |          |         |                         | Publik: 9 500 Domare: Graham Poll (England) | Publik: 9 500 Domare: Graham Poll (England) |
| 20:15 | 20:15      |          |         |                         | Publik: 9 500 Domare: Graham Poll (England) | Publik: 9 500 Domare: Graham Poll (England) |

|       | 2004-09-08 | Luxemburg                        | 3 – 4   | Lettland                                                                   | Stade Josy Barthel, Luxembourg                     |                                                    |
| 20:00 | 20:00      | Braun 11′ Leweck 55′ Cardoni 62′ | Rapport | Verpakovskis 4′ Zemļinskis 40′ (str.) Hoffmann 65′ (sjm.) Prohorenkovs 67′ | Publik: 2 125 Domare: George Kasnaferis (Grekland) | Publik: 2 125 Domare: George Kasnaferis (Grekland) |
| 20:00 | 20:00      |                                  |         |                                                                            | Publik: 2 125 Domare: George Kasnaferis (Grekland) | Publik: 2 125 Domare: George Kasnaferis (Grekland) |
| 20:00 | 20:00      |                                  |         |                                                                            | Publik: 2 125 Domare: George Kasnaferis (Grekland) | Publik: 2 125 Domare: George Kasnaferis (Grekland) |

|       | 2004-09-08 | Slovakien                                                            | 7 – 0   | Liechtenstein | Tehelné pole, Bratislava                                     |                                                              |
| 20:15 | 20:15      | Vittek 15′, 59′, 81′ Karhan 42′ Németh 84′ Mintál 85′ Zabavník 90+2′ | Rapport |               | Publik: 5 620 Domare: Dejan Delević (Serbien och Montenegro) | Publik: 5 620 Domare: Dejan Delević (Serbien och Montenegro) |
| 20:15 | 20:15      |                                                                      |         |               | Publik: 5 620 Domare: Dejan Delević (Serbien och Montenegro) | Publik: 5 620 Domare: Dejan Delević (Serbien och Montenegro) |
| 20:15 | 20:15      |                                                                      |         |               | Publik: 5 620 Domare: Dejan Delević (Serbien och Montenegro) | Publik: 5 620 Domare: Dejan Delević (Serbien och Montenegro) |

|       | 2004-09-08 | Portugal                                   | 4 – 0   | Estland | Estádio Dr. Magalhães Pessoa, Leiria             |                                                  |
| 21:15 | 21:15      | Ronaldo 75′ Postiga 83′, 90+1′ Pauleta 86′ | Rapport |         | Publik: 27 214 Domare: Bülent Demirlek (Turkiet) | Publik: 27 214 Domare: Bülent Demirlek (Turkiet) |
| 21:15 | 21:15      |                                            |         |         | Publik: 27 214 Domare: Bülent Demirlek (Turkiet) | Publik: 27 214 Domare: Bülent Demirlek (Turkiet) |
| 21:15 | 21:15      |                                            |         |         | Publik: 27 214 Domare: Bülent Demirlek (Turkiet) | Publik: 27 214 Domare: Bülent Demirlek (Turkiet) |

|       | 2004-10-09 | Luxemburg | 0 – 4   | Ryssland                          | Stade Josy Barthel, Luxemburg                        |                                                      |
| 17:00 | 17:00      |           | Rapport | Sychev 56′, 69′, 86′ Arshavin 62′ | Publik: 3 670 Domare: Eric Braamhaar (Nederländerna) | Publik: 3 670 Domare: Eric Braamhaar (Nederländerna) |
| 17:00 | 17:00      |           |         |                                   | Publik: 3 670 Domare: Eric Braamhaar (Nederländerna) | Publik: 3 670 Domare: Eric Braamhaar (Nederländerna) |
| 17:00 | 17:00      |           |         |                                   | Publik: 3 670 Domare: Eric Braamhaar (Nederländerna) | Publik: 3 670 Domare: Eric Braamhaar (Nederländerna) |

|       | 2004-10-09 | Slovakien                             | 4 – 1   | Lettland        | Tehelné pole, Bratislava                        |                                                 |
| 17:30 | 17:30      | Németh 46′ Reiter 50′ Karhan 55′, 87′ | Rapport | Verpakovskis 3′ | Publik: 13 025 Domare: Stefano Farina (Italien) | Publik: 13 025 Domare: Stefano Farina (Italien) |
| 17:30 | 17:30      |                                       |         |                 | Publik: 13 025 Domare: Stefano Farina (Italien) | Publik: 13 025 Domare: Stefano Farina (Italien) |
| 17:30 | 17:30      |                                       |         |                 | Publik: 13 025 Domare: Stefano Farina (Italien) | Publik: 13 025 Domare: Stefano Farina (Italien) |

|       | 2004-10-09 | Liechtenstein             | 2 – 2   | Portugal                      | Rheinpark Stadion, Vaduz                                   |                                                            |
| 19:15 | 19:15      | Burgmeier 48′ T. Beck 76′ | Rapport | Pauleta 23′ Hasler 39′ (sjm.) | Publik: 3 548 Domare: Novo Panić (Bosnien och Hercegovina) | Publik: 3 548 Domare: Novo Panić (Bosnien och Hercegovina) |
| 19:15 | 19:15      |                           |         |                               | Publik: 3 548 Domare: Novo Panić (Bosnien och Hercegovina) | Publik: 3 548 Domare: Novo Panić (Bosnien och Hercegovina) |
| 19:15 | 19:15      |                           |         |                               | Publik: 3 548 Domare: Novo Panić (Bosnien och Hercegovina) | Publik: 3 548 Domare: Novo Panić (Bosnien och Hercegovina) |

|       | 2004-10-13 | Lettland                  | 2 – 2   | Estland             | Skonto stadions, Riga                          |                                                |
| 18:00 | 18:00      | Astafjevs 65′ Laizāns 82′ | Rapport | Oper 72′ Teever 79′ | Publik: 8 500 Domare: Florian Meyer (Tyskland) | Publik: 8 500 Domare: Florian Meyer (Tyskland) |
| 18:00 | 18:00      |                           |         |                     | Publik: 8 500 Domare: Florian Meyer (Tyskland) | Publik: 8 500 Domare: Florian Meyer (Tyskland) |
| 18:00 | 18:00      |                           |         |                     | Publik: 8 500 Domare: Florian Meyer (Tyskland) | Publik: 8 500 Domare: Florian Meyer (Tyskland) |

|       | 2004-10-13 | Luxemburg | 0 – 4   | Liechtenstein                                        | Stade Josy Barthel, Luxemburg                  |                                                |
| 20:00 | 20:00      |           | Rapport | Stocklasa 41′ Burgmeier 44′, 85′ M. Frick 57′ (str.) | Publik: 3 478 Domare: Jaroslav Jára (Tjeckien) | Publik: 3 478 Domare: Jaroslav Jára (Tjeckien) |
| 20:00 | 20:00      |           |         |                                                      | Publik: 3 478 Domare: Jaroslav Jára (Tjeckien) | Publik: 3 478 Domare: Jaroslav Jára (Tjeckien) |
| 20:00 | 20:00      |           |         |                                                      | Publik: 3 478 Domare: Jaroslav Jára (Tjeckien) | Publik: 3 478 Domare: Jaroslav Jára (Tjeckien) |

|       | 2004-10-13 | Portugal                                                         | 7 – 1   | Ryssland     | Estádio José Alvalade, Lissabon                  |                                                  |
| 21:15 | 21:15      | Pauleta 26′ Ronaldo 39′, 69′ Deco 45′ Simão 82′ Petit 89′, 90+2′ | Rapport | Arshavin 79′ | Publik: 27 258 Domare: Kyros Vassaras (Grekland) | Publik: 27 258 Domare: Kyros Vassaras (Grekland) |
| 21:15 | 21:15      |                                                                  |         |              | Publik: 27 258 Domare: Kyros Vassaras (Grekland) | Publik: 27 258 Domare: Kyros Vassaras (Grekland) |
| 21:15 | 21:15      |                                                                  |         |              | Publik: 27 258 Domare: Kyros Vassaras (Grekland) | Publik: 27 258 Domare: Kyros Vassaras (Grekland) |

|       | 2004-11-17 | Ryssland                                              | 4 – 0   | Estland | Kuban Stadium, Krasnodar                         |                                                  |
| 19:00 | 19:00      | Karyaka 23′ Izmailov 25′ Sychev 32′ Loskov 67′ (str.) | Rapport |         | Publik: 29 000 Domare: Massimo Busacca (Schweiz) | Publik: 29 000 Domare: Massimo Busacca (Schweiz) |
| 19:00 | 19:00      |                                                       |         |         | Publik: 29 000 Domare: Massimo Busacca (Schweiz) | Publik: 29 000 Domare: Massimo Busacca (Schweiz) |
| 19:00 | 19:00      |                                                       |         |         | Publik: 29 000 Domare: Massimo Busacca (Schweiz) | Publik: 29 000 Domare: Massimo Busacca (Schweiz) |

|       | 2004-11-17 | Liechtenstein | 1 – 3   | Lettland                                        | Rheinpark Stadion, Vaduz                   |                                            |
| 19:00 | 19:00      | M. Frick 32′  | Rapport | Verpakovskis 7′ Zemļinskis 57′ Prohorenkovs 89′ | Publik: 1 460 Domare: Zsolt Szabó (Ungern) | Publik: 1 460 Domare: Zsolt Szabó (Ungern) |
| 19:00 | 19:00      |               |         |                                                 | Publik: 1 460 Domare: Zsolt Szabó (Ungern) | Publik: 1 460 Domare: Zsolt Szabó (Ungern) |
| 19:00 | 19:00      |               |         |                                                 | Publik: 1 460 Domare: Zsolt Szabó (Ungern) | Publik: 1 460 Domare: Zsolt Szabó (Ungern) |

|       | 2004-11-17 | Luxemburg | 0 – 5   | Portugal                                                       | Stade Josy Barthel, Luxemburg                    |                                                  |
| 20:00 | 20:00      |           | Rapport | Federspiel 11′ (sjm.) Ronaldo 28′ Maniche 52′ Pauleta 67′, 82′ | Publik: 8 045 Domare: Vitaliy Godulyan (Ukraina) | Publik: 8 045 Domare: Vitaliy Godulyan (Ukraina) |
| 20:00 | 20:00      |           |         |                                                                | Publik: 8 045 Domare: Vitaliy Godulyan (Ukraina) | Publik: 8 045 Domare: Vitaliy Godulyan (Ukraina) |
| 20:00 | 20:00      |           |         |                                                                | Publik: 8 045 Domare: Vitaliy Godulyan (Ukraina) | Publik: 8 045 Domare: Vitaliy Godulyan (Ukraina) |

|       | 2005-03-26 | Liechtenstein | 1 – 2   | Ryssland                  | Rheinpark Stadion, Vaduz                     |                                              |
| 17:00 | 17:00      | T. Beck 40′   | Rapport | Kerzhakov 23′ Karyaka 37′ | Publik: 2 400 Domare: Espen Berntsen (Norge) | Publik: 2 400 Domare: Espen Berntsen (Norge) |
| 17:00 | 17:00      |               |         |                           | Publik: 2 400 Domare: Espen Berntsen (Norge) | Publik: 2 400 Domare: Espen Berntsen (Norge) |
| 17:00 | 17:00      |               |         |                           | Publik: 2 400 Domare: Espen Berntsen (Norge) | Publik: 2 400 Domare: Espen Berntsen (Norge) |

|       | 2005-03-26 | Estland  | 1 – 2   | Slovakien             | A. Le Coq Arena, Tallinn                         |                                                  |
| 18:00 | 18:00      | Oper 57′ | Rapport | Mintál 58′ Reiter 65′ | Publik: 3 051 Domare: Peter Fröjdfeldt (Sverige) | Publik: 3 051 Domare: Peter Fröjdfeldt (Sverige) |
| 18:00 | 18:00      |          |         |                       | Publik: 3 051 Domare: Peter Fröjdfeldt (Sverige) | Publik: 3 051 Domare: Peter Fröjdfeldt (Sverige) |
| 18:00 | 18:00      |          |         |                       | Publik: 3 051 Domare: Peter Fröjdfeldt (Sverige) | Publik: 3 051 Domare: Peter Fröjdfeldt (Sverige) |

|       | 2005-03-30 | Estland      | 1 – 1   | Ryssland     | A. Le Coq Arena, Tallinn                           |                                                    |
| 18:00 | 18:00      | Terehhov 63′ | Rapport | Arshavin 18′ | Publik: 8 850 Domare: Gianluca Paparesta (Italien) | Publik: 8 850 Domare: Gianluca Paparesta (Italien) |
| 18:00 | 18:00      |              |         |              | Publik: 8 850 Domare: Gianluca Paparesta (Italien) | Publik: 8 850 Domare: Gianluca Paparesta (Italien) |
| 18:00 | 18:00      |              |         |              | Publik: 8 850 Domare: Gianluca Paparesta (Italien) | Publik: 8 850 Domare: Gianluca Paparesta (Italien) |

|       | 2005-03-30 | Slovakien        | 1 – 1   | Portugal    | Tehelné pole, Bratislava                      |                                               |
| 19:00 | 19:00      | Karhan 8′ (str.) | Rapport | Postiga 62′ | Publik: 21 000 Domare: Alain Sars (Frankrike) | Publik: 21 000 Domare: Alain Sars (Frankrike) |
| 19:00 | 19:00      |                  |         |             | Publik: 21 000 Domare: Alain Sars (Frankrike) | Publik: 21 000 Domare: Alain Sars (Frankrike) |
| 19:00 | 19:00      |                  |         |             | Publik: 21 000 Domare: Alain Sars (Frankrike) | Publik: 21 000 Domare: Alain Sars (Frankrike) |

|       | 2005-03-30 | Lettland                                               | 4 – 0   | Luxemburg | Skonto stadions, Riga                             |                                                   |
| 19:00 | 19:00      | Bleidelis 32′ Laizāns 38′ (str.) Verpakovskis 73′, 90′ | Rapport |           | Publik: 8 203 Domare: Draženko Kovačić (Kroatien) | Publik: 8 203 Domare: Draženko Kovačić (Kroatien) |
| 19:00 | 19:00      |                                                        |         |           | Publik: 8 203 Domare: Draženko Kovačić (Kroatien) | Publik: 8 203 Domare: Draženko Kovačić (Kroatien) |
| 19:00 | 19:00      |                                                        |         |           | Publik: 8 203 Domare: Draženko Kovačić (Kroatien) | Publik: 8 203 Domare: Draženko Kovačić (Kroatien) |

|       | 2005-06-04 | Estland               | 2 – 0   | Liechtenstein | A. Le Coq Arena, Tallinn                  |                                           |
| 18:00 | 18:00      | Stepanov 27′ Oper 57′ | Rapport |               | Publik: 3 000 Domare: Mark Whitby (Wales) | Publik: 3 000 Domare: Mark Whitby (Wales) |
| 18:00 | 18:00      |                       |         |               | Publik: 3 000 Domare: Mark Whitby (Wales) | Publik: 3 000 Domare: Mark Whitby (Wales) |
| 18:00 | 18:00      |                       |         |               | Publik: 3 000 Domare: Mark Whitby (Wales) | Publik: 3 000 Domare: Mark Whitby (Wales) |

|       | 2005-06-04 | Ryssland                       | 2 – 0   | Lettland | Petrovsky Stadium, Sankt Petersburg            |                                                |
| 18:00 | 18:00      | Arshavin 56′ Loskov 78′ (str.) | Rapport |          | Publik: 21 575 Domare: Éric Poulat (Frankrike) | Publik: 21 575 Domare: Éric Poulat (Frankrike) |
| 18:00 | 18:00      |                                |         |          | Publik: 21 575 Domare: Éric Poulat (Frankrike) | Publik: 21 575 Domare: Éric Poulat (Frankrike) |
| 18:00 | 18:00      |                                |         |          | Publik: 21 575 Domare: Éric Poulat (Frankrike) | Publik: 21 575 Domare: Éric Poulat (Frankrike) |

|       | 2005-06-04 | Portugal              | 2 – 0   | Slovakien | Estádio da Luz, Lissabon                           |                                                    |
| 19:45 | 19:45      | Meira 21′ Ronaldo 42′ | Rapport |           | Publik: 64 000 Domare: Pierluigi Collina (Italien) | Publik: 64 000 Domare: Pierluigi Collina (Italien) |
| 19:45 | 19:45      |                       |         |           | Publik: 64 000 Domare: Pierluigi Collina (Italien) | Publik: 64 000 Domare: Pierluigi Collina (Italien) |
| 19:45 | 19:45      |                       |         |           | Publik: 64 000 Domare: Pierluigi Collina (Italien) | Publik: 64 000 Domare: Pierluigi Collina (Italien) |

|       | 2005-06-08 | Lettland      | 1 – 0   | Liechtenstein | Skonto stadions, Riga                          |                                                |
| 18:30 | 18:30      | Bleidelis 17′ | Rapport |               | Publik: 8 000 Domare: Jonas Eriksson (Sverige) | Publik: 8 000 Domare: Jonas Eriksson (Sverige) |
| 18:30 | 18:30      |               |         |               | Publik: 8 000 Domare: Jonas Eriksson (Sverige) | Publik: 8 000 Domare: Jonas Eriksson (Sverige) |
| 18:30 | 18:30      |               |         |               | Publik: 8 000 Domare: Jonas Eriksson (Sverige) | Publik: 8 000 Domare: Jonas Eriksson (Sverige) |

|       | 2005-06-08 | Luxemburg | 0 – 4   | Slovakien                                 | Stade Josy Barthel, Luxemburg              |                                            |
| 20:00 | 20:00      |           | Rapport | Németh 5′ Mintál 15′ Kisel 54′ Reiter 60′ | Publik: 2 108 Domare: Rob Styles (England) | Publik: 2 108 Domare: Rob Styles (England) |
| 20:00 | 20:00      |           |         |                                           | Publik: 2 108 Domare: Rob Styles (England) | Publik: 2 108 Domare: Rob Styles (England) |
| 20:00 | 20:00      |           |         |                                           | Publik: 2 108 Domare: Rob Styles (England) | Publik: 2 108 Domare: Rob Styles (England) |

|       | 2005-06-08 | Estland | 0 – 1   | Portugal    | A. Le Coq Arena, Tallinn                    |                                             |
| 20:15 | 20:15      |         | Rapport | Ronaldo 32′ | Publik: 10 280 Domare: Mike Riley (England) | Publik: 10 280 Domare: Mike Riley (England) |
| 20:15 | 20:15      |         |         |             | Publik: 10 280 Domare: Mike Riley (England) | Publik: 10 280 Domare: Mike Riley (England) |
| 20:15 | 20:15      |         |         |             | Publik: 10 280 Domare: Mike Riley (England) | Publik: 10 280 Domare: Mike Riley (England) |

|       | 2005-08-17 | Lettland     | 1 – 1   | Ryssland     | Skonto stadions, Riga                        |                                              |
| 18:00 | 18:00      | Astafjevs 6′ | Rapport | Arshavin 24′ | Publik: 10 000 Domare: Graham Poll (England) | Publik: 10 000 Domare: Graham Poll (England) |
| 18:00 | 18:00      |              |         |              | Publik: 10 000 Domare: Graham Poll (England) | Publik: 10 000 Domare: Graham Poll (England) |
| 18:00 | 18:00      |              |         |              | Publik: 10 000 Domare: Graham Poll (England) | Publik: 10 000 Domare: Graham Poll (England) |

|       | 2005-08-17 | Liechtenstein | 0 – 0   | Slovakien | Rheinpark Stadion, Vaduz                         |                                                  |
| 20:15 | 20:15      |               | Rapport |           | Publik: 1 150 Domare: Bertrand Layec (Frankrike) | Publik: 1 150 Domare: Bertrand Layec (Frankrike) |
| 20:15 | 20:15      |               |         |           | Publik: 1 150 Domare: Bertrand Layec (Frankrike) | Publik: 1 150 Domare: Bertrand Layec (Frankrike) |
| 20:15 | 20:15      |               |         |           | Publik: 1 150 Domare: Bertrand Layec (Frankrike) | Publik: 1 150 Domare: Bertrand Layec (Frankrike) |

|       | 2005-09-03 | Estland              | 2 – 1   | Lettland    | A. Le Coq Arena, Tallinn                                 |                                                          |
| 18:00 | 18:00      | Oper 11′ Smirnov 71′ | Rapport | Laizāns 90′ | Publik: 8 970 Domare: Alberto Undiano Mallenco (Spanien) | Publik: 8 970 Domare: Alberto Undiano Mallenco (Spanien) |
| 18:00 | 18:00      |                      |         |             | Publik: 8 970 Domare: Alberto Undiano Mallenco (Spanien) | Publik: 8 970 Domare: Alberto Undiano Mallenco (Spanien) |
| 18:00 | 18:00      |                      |         |             | Publik: 8 970 Domare: Alberto Undiano Mallenco (Spanien) | Publik: 8 970 Domare: Alberto Undiano Mallenco (Spanien) |

|       | 2005-09-03 | Ryssland           | 2 – 0   | Liechtenstein | Lokomotiv, Moskva                             |                                               |
| 19:00 | 19:00      | Kerzhakov 27′, 66′ | Rapport |               | Publik: 18 123 Domare: Jouni Hyytiä (Finland) | Publik: 18 123 Domare: Jouni Hyytiä (Finland) |
| 19:00 | 19:00      |                    |         |               | Publik: 18 123 Domare: Jouni Hyytiä (Finland) | Publik: 18 123 Domare: Jouni Hyytiä (Finland) |
| 19:00 | 19:00      |                    |         |               | Publik: 18 123 Domare: Jouni Hyytiä (Finland) | Publik: 18 123 Domare: Jouni Hyytiä (Finland) |

|       | 2005-09-03 | Portugal                                                 | 6 – 0   | Luxemburg | Estádio Algarve, Faro                                  |                                                        |
| 21:15 | 21:15      | Andrade 24′ Carvalho 30′ Pauleta 38′, 57′ Simão 80′, 85′ | Rapport |           | Publik: 25 300 Domare: Dick van Egmond (Nederländerna) | Publik: 25 300 Domare: Dick van Egmond (Nederländerna) |
| 21:15 | 21:15      |                                                          |         |           | Publik: 25 300 Domare: Dick van Egmond (Nederländerna) | Publik: 25 300 Domare: Dick van Egmond (Nederländerna) |
| 21:15 | 21:15      |                                                          |         |           | Publik: 25 300 Domare: Dick van Egmond (Nederländerna) | Publik: 25 300 Domare: Dick van Egmond (Nederländerna) |

|       | 2005-09-07 | Lettland    | 1 – 1   | Slovakien  | Skonto stadions, Riga                           |                                                 |
| 19:00 | 19:00      | Laizāns 74′ | Rapport | Vittek 35′ | Publik: 8 800 Domare: Konrad Plautz (Österrike) | Publik: 8 800 Domare: Konrad Plautz (Österrike) |
| 19:00 | 19:00      |             |         |            | Publik: 8 800 Domare: Konrad Plautz (Österrike) | Publik: 8 800 Domare: Konrad Plautz (Österrike) |
| 19:00 | 19:00      |             |         |            | Publik: 8 800 Domare: Konrad Plautz (Österrike) | Publik: 8 800 Domare: Konrad Plautz (Österrike) |

|       | 2005-09-07 | Ryssland | 0 – 0   | Portugal | Lokomotiv, Moskva                             |                                               |
| 19:00 | 19:00      |          | Rapport |          | Publik: 28 800 Domare: Markus Merk (Tyskland) | Publik: 28 800 Domare: Markus Merk (Tyskland) |
| 19:00 | 19:00      |          |         |          | Publik: 28 800 Domare: Markus Merk (Tyskland) | Publik: 28 800 Domare: Markus Merk (Tyskland) |
| 19:00 | 19:00      |          |         |          | Publik: 28 800 Domare: Markus Merk (Tyskland) | Publik: 28 800 Domare: Markus Merk (Tyskland) |

|       | 2005-09-07 | Liechtenstein                        | 3 – 0   | Luxemburg | Rheinpark Stadion, Vaduz                        |                                                 |
| 19:30 | 19:30      | M. Frick 38′ Fischer 77′ T. Beck 92′ | Rapport |           | Publik: 2 300 Domare: Damir Skomina (Slovenien) | Publik: 2 300 Domare: Damir Skomina (Slovenien) |
| 19:30 | 19:30      |                                      |         |           | Publik: 2 300 Domare: Damir Skomina (Slovenien) | Publik: 2 300 Domare: Damir Skomina (Slovenien) |
| 19:30 | 19:30      |                                      |         |           | Publik: 2 300 Domare: Damir Skomina (Slovenien) | Publik: 2 300 Domare: Damir Skomina (Slovenien) |

|       | 2005-10-08 | Slovakien  | 1 – 0   | Estland | Tehelné pole, Bratislava                       |                                                |
| 17:00 | 17:00      | Hlinka 72′ | Rapport |         | Publik: 12 800 Domare: Paul Allaerts (Belgien) | Publik: 12 800 Domare: Paul Allaerts (Belgien) |
| 17:00 | 17:00      |            |         |         | Publik: 12 800 Domare: Paul Allaerts (Belgien) | Publik: 12 800 Domare: Paul Allaerts (Belgien) |
| 17:00 | 17:00      |            |         |         | Publik: 12 800 Domare: Paul Allaerts (Belgien) | Publik: 12 800 Domare: Paul Allaerts (Belgien) |

|       | 2005-10-08 | Ryssland                                                         | 5 – 1   | Luxemburg         | Lokomotiv, Moskva                                 |                                                   |
| 19:00 | 19:00      | Izmailov 7′ Kerzhakov 18′ Pavlyuchenko 65′ Kirichenko 74′, 90+3′ | Rapport | Reiter 52′ (str.) | Publik: 20 000 Domare: Alexandru Tudor (Rumänien) | Publik: 20 000 Domare: Alexandru Tudor (Rumänien) |
| 19:00 | 19:00      |                                                                  |         |                   | Publik: 20 000 Domare: Alexandru Tudor (Rumänien) | Publik: 20 000 Domare: Alexandru Tudor (Rumänien) |
| 19:00 | 19:00      |                                                                  |         |                   | Publik: 20 000 Domare: Alexandru Tudor (Rumänien) | Publik: 20 000 Domare: Alexandru Tudor (Rumänien) |

|       | 2005-10-08 | Portugal                   | 2 – 1   | Liechtenstein | Estádio Municipal de Aveiro, Aveiro              |                                                  |
| 21:15 | 21:15      | Pauleta 48′ Nuno Gomes 85′ | Rapport | Fischer 32′   | Publik: 29 000 Domare: Grzegorz Gilewski (Polen) | Publik: 29 000 Domare: Grzegorz Gilewski (Polen) |
| 21:15 | 21:15      |                            |         |               | Publik: 29 000 Domare: Grzegorz Gilewski (Polen) | Publik: 29 000 Domare: Grzegorz Gilewski (Polen) |
| 21:15 | 21:15      |                            |         |               | Publik: 29 000 Domare: Grzegorz Gilewski (Polen) | Publik: 29 000 Domare: Grzegorz Gilewski (Polen) |

|       | 2005-10-12 | Portugal                   | 3 – 0   | Lettland | Estádio do Dragão, Porto                          |                                                   |
| 19:30 | 19:30      | Pauleta 20′, 22′ Viana 86′ | Rapport |          | Publik: 35 000 Domare: Peter Fröjdfeldt (Sverige) | Publik: 35 000 Domare: Peter Fröjdfeldt (Sverige) |
| 19:30 | 19:30      |                            |         |          | Publik: 35 000 Domare: Peter Fröjdfeldt (Sverige) | Publik: 35 000 Domare: Peter Fröjdfeldt (Sverige) |
| 19:30 | 19:30      |                            |         |          | Publik: 35 000 Domare: Peter Fröjdfeldt (Sverige) | Publik: 35 000 Domare: Peter Fröjdfeldt (Sverige) |

|       | 2005-10-12 | Luxemburg | 0 – 2   | Estland      | Stade Josy Barthel, Luxemburg                 |                                               |
| 20:15 | 20:15      |           | Rapport | Oper 7′, 78′ | Publik: 2 010 Domare: Selçuk Dereli (Turkiet) | Publik: 2 010 Domare: Selçuk Dereli (Turkiet) |
| 20:15 | 20:15      |           |         |              | Publik: 2 010 Domare: Selçuk Dereli (Turkiet) | Publik: 2 010 Domare: Selçuk Dereli (Turkiet) |
| 20:15 | 20:15      |           |         |              | Publik: 2 010 Domare: Selçuk Dereli (Turkiet) | Publik: 2 010 Domare: Selçuk Dereli (Turkiet) |

|       | 2005-10-12 | Slovakien | 0 – 0   | Ryssland | Tehelné pole, Bratislava                         |                                                  |
| 20:30 | 20:30      |           | Rapport |          | Publik: 22 317 Domare: Roberto Rosetti (Italien) | Publik: 22 317 Domare: Roberto Rosetti (Italien) |
| 20:30 | 20:30      |           |         |          | Publik: 22 317 Domare: Roberto Rosetti (Italien) | Publik: 22 317 Domare: Roberto Rosetti (Italien) |
| 20:30 | 20:30      |           |         |          | Publik: 22 317 Domare: Roberto Rosetti (Italien) | Publik: 22 317 Domare: Roberto Rosetti (Italien) |

## Målskyttar
| Pos | Spelare             | Land          | Mål |
| --- | ------------------- | ------------- | --- |
| 1   | Pauleta             | Portugal      | 11  |
| 2   | Cristiano Ronaldo   | Portugal      | 7   |
| 2   | Andres Oper         | Estland       | 7   |
| 4   | Róbert Vittek       | Slovakien     | 6   |
| 5   | Māris Verpakovskis  | Lettland      | 5   |
| 5   | Andrei Arshavin     | Ryssland      | 5   |
| 7   | Dmitri Sychev       | Ryssland      | 4   |
| 7   | Juris Laizāns       | Lettland      | 4   |
| 7   | Aleksandr Kerzhakov | Ryssland      | 4   |
| 7   | Miroslav Karhan     | Slovakien     | 4   |
| 11  | Thomas Beck         | Liechtenstein | 3   |
| 11  | Franz Burgmeier     | Liechtenstein | 3   |
| 11  | Mario Frick         | Liechtenstein | 3   |
| 11  | Hélder Postiga      | Portugal      | 3   |
| 11  | Simão               | Portugal      | 3   |
| 11  | Marek Mintál        | Slovakien     | 3   |
| 11  | Szilárd Németh      | Slovakien     | 3   |
| 11  | Ľubomír Reiter      | Slovakien     | 3   |